# Разбибрига
„Разбибрига” је југословенска телевизијска серија снимљена 1985. године у продукцији Телевизије Београд.

## Улоге
| Глумац              | Улога                 |
| ------------------- | --------------------- |
| Мија Алексић        | (1 еп. 1985)          |
| Даница Аћимац       | (1 еп. 1985)          |
| Андрија Бајић       | (1 еп. 1985)          |
| Тома Бајић          | (1 еп. 1985)          |
| Вера Ивковић        | Певачица (1 еп. 1985) |
| Андрија Ера Ојданић | (1 еп. 1985)          |
| Миленко Павлов      | (1 еп. 1985)          |
| Драгица Ристановић  | (1 еп. 1985)          |

Комплетна ТВ екипа  ▼
| Редитељ    | Каменко Калуђерчић | (1 еп. 1985) |
| Сценариста | Јован Алексић      | (1 еп. 1985) |